# Таборское сельское поселение
Таборское се́льское поселе́ние — муниципальное образование в Оханском районе Пермского края Российской Федерации.
Административный центр — село Таборы. 

## История
Статус и границы сельского поселения установлены Законом Пермской области от 1 декабря 2004 года № 1878-407 «Об утверждении границ и о наделении статусом муниципальных образований Оханского района Пермской области» Через пристань села Таборское происходила доставка груза для нужд Очёрского металлургического завода.

## Население
| 2010  | 2012  | 2013  | 2014  | 2015  | 2016  | 2017  |
| ----- | ----- | ----- | ----- | ----- | ----- | ----- |
| 1513  | ↗1585 | ↘1579 | ↘1559 | ↘1525 | →1525 | ↗1591 |
| 2018  |       |       |       |       |       |       |
| ↗1612 |       |       |       |       |       |       |

## Состав сельского поселения
| №  | Населённый пункт | Тип населённого пункта       | Население |
| -- | ---------------- | ---------------------------- | --------- |
| 1  | Березник         | деревня                      | 3         |
| 2  | Загора           | деревня                      | 20        |
| 3  | Заполье          | деревня                      | 62        |
| 4  | Кочегары         | деревня                      | 72        |
| 5  | Мерзляки         | деревня                      | 561       |
| 6  | Першино          | деревня                      | 48        |
| 7  | Подволок         | деревня                      | 20        |
| 8  | Таборы           | село, административный центр | 579       |
| 9  | Чугудаи          | деревня                      | 18        |
| 10 | Шаркан           | деревня                      | 130       |

Лит.: Шумилов Евгений Н. Материалы к «Оханской энциклопедии». Пермь, 2016 (303 статьи).